# Kontextmodell
Das Kontextmodell ist eine Methode, die für die Anwendung im Projektmanagement entwickelt wurde und in erster Linie der Auftragsklärung dient.
Das Planen und Durchführen von Projekten unterliegt einer hohen Komplexität. Dabei bestehen häufig Unklarheiten darüber,
- worin überhaupt das eigentliche Problem, der Veränderungswunsch besteht,
- welcher Nutzen, welche Ergebnisse genau erreicht werden sollen,
- welche Ausgangssituation vorhanden ist,
- wie die Situation von außen beeinflusst wird.

Mit Hilfe des Kontextmodells können Projekte und einzelne Teilprojekte bereits zu Beginn gut geklärt und Probleme, die im Laufe der Projektarbeit auftreten können, im Voraus erkannt werden. Übergeordnete Zusammenhänge werden anschaulich dargestellt. Das Kontextmodell erfordert eine detaillierte Auseinandersetzung mit der bestehenden Situation und den Zielen des Projektes und sollte das erste Mal bereits vor dem offiziellen Projektstart skizziert werden. Im Laufe der Arbeit mit diesem Modell entsteht eine präzisierte Sicht des Projektauftrags, die eine gute Basis für die darauffolgende Arbeit darstellt.
Im Laufe der Zeit haben sich alternative Verwendungen für das Modell (z. B. Aufgabenklärung, Meetingvorbereitung etc.) entwickelt.